# Madona rodu Pesaro
Madona rodu Pesaro (italsky Pala Pesaro, i Madonna di Ca 'Pesaro) je název velkorozměrného plátna italského renesančního umělce Tiziana z let 1519–1526.
Po nanebevzetí Panny Marie byla dalším větším Tizianovým obrazem na náboženské téma Madona rodu Pesaro, namalovaná také pro Baziliku Frari. Práce na obraze začala v roce 1519 a trvala sedm let.
Už při prvním pohledu obraz působí dojmem dynastické vznešenosti a důstojnosti. V klečícím muži v tmavém plášti vlevo mistr zvěčnil Jacopa Pesara, jehož podobiznu nacházíme už na obraze Papež Alexandr VI. představuje Jacopa Pesara svatému Petrovi, votivní olejomalbě z let 1506–1511.
Pro celkovou kompozici obrazu je důležité umístění postavy sedící Panny Marie. Záměrem umělce, tvořícího obraz určený pro oltář, byla možnost pozorovateli dát vidět širší scénu, zachytit větší množství postav a diváka podvědomě vtáhnout do děje. Umělec tento záměr zdůraznil postavou mladého děvčete zcela vpravo dole, dívající se z obrazu přímo na případného pozorovatele.
Tizian představuje objednatele obrazu klečícího před trůnem Panny Marie držící na rukou malého Ježíška. Zprostředkovatele setkání dělá svatý Petr (poznáváme ho podle klíče na schodu), který s vážnou tváří hledí na svého chráněnce. Proti Jacopovi Pesarovi klečí muž v senátním plášti, kterým je Francesco Pesaro. Nad ním stojí svatý František, který zdá se, přimlouvá se za senátora a členy jeho rodiny, klečící za ním, u Ježíška. Na otevřených dlaních mu jsou zřetelně vidět stigmata, což má být symbolickým předobrazem Kristova ukřižování.
Celý děj se odehrává na průčelí budovy, z níž je vidět pouze vysoký obloukový vchod, dva mohutné sloupy a část schodiště.
Za Františkovými zády stojí další postava v mnišském hábitu. Je jím svatý Antonín Paduánský. V postavách obou světců chtěl Tizian poukázat na původ chrámu, pro nějž byl obraz určen; svatý František i svatý Antonín byli františkáni a františkánský je i kostel Frari.
Postavou důležitou pro pochopení námětu je světec ve vojenské uniformě vedoucí zajatce s turbanem na hlavě. V levé ruce drží vztyčenou rudou vlajku s papežskými insigniemi a rodovým erbem Pesarů. Obraz totiž vznikl jako poděkování za vítězství benátských vojsk nad Turky v námořní bitvě v srpnu 1502, v níž Jacopo Pesaro stál v čele papežských galér.